# Pädagogische Hochschule Westfalen-Lippe
Die Pädagogische Hochschule Westfalen-Lippe war eine Hochschule des Landes Nordrhein-Westfalen. Sie bestand von 1965 bis 1980 aus insgesamt fünf Abteilungen, die in den Landesteilen Westfalen und Lippe angesiedelt waren.

## Geschichte
Nach dem Ende des Nationalsozialismus wurden wieder konfessionell ausgerichtete Pädagogische Akademien zur Volksschullehrerausbildung gegründet. In Westfalen gab es fünf Ausbildungsorte:
- Bielefeld, evangelisch, ab dem 10. Dezember 1946.
- Dortmund, simultan (beide Konfessionen), ab dem 5. Dezember 1946.
- Lüdenscheid, evangelisch, ab 1947.
- Münster-Emsdetten, katholisch, ab Mai 1947.
- Paderborn, katholisch, ab dem 4. Dezember 1946.

1962 wurden die Pädagogischen Akademien in Pädagogische Hochschulen umbenannt.
Die Gründung erfolgte im Jahre 1965 mit der Errichtung von insgesamt fünf Abteilungen Münster I, Münster II, Bielefeld, Paderborn und Siegerland. Die Abteilungen Münster I und Münster II gingen aus den Pädagogischen Hochschulen Münster I und II hervor. Die Pädagogische Hochschule Münster I war aus der 1946 gegründeten, in Emsdetten angesiedelten Katholischen Akademie hervorgegangen, 1953 in Pädagogische Akademie Münster umbenannt und 1962 in die Pädagogische Hochschule Münster I umgewandelt worden. In diesem Zuge fand ebenfalls die Umbenennung der Pädagogischen Akademie Münster II in Pädagogische Hochschule Münster II statt, die seit 1960 als evangelische Hochschule in Münster bestanden hatte.
Im Jahre 1968 wurde eine Habilitationsordnung für die Hochschule erlassen, eine Promotionsordnung folgte im Jahre 1971. Zwischenzeitlich erfolgte 1969 die Zusammenlegung der bisher getrennten münsterschen Abteilungen, die aus insgesamt vier Fachbereichen bestand. Auch wurde die Ausbildung an der PH 1969 entkonfessionalisiert. Mit den Gründungen der Gesamthochschule Siegen und der Gesamthochschule Paderborn zum 1. August 1972 wurden die Abteilungen Siegerland und Paderborn aus der Pädagogischen Hochschule aus- und in die neuen Gesamthochschulen eingegliedert.
Im Jahre 1980 erfolgte die Auflösung der Pädagogischen Hochschule Westfalen-Lippe. Die beiden bis dahin verbliebenen Abteilungen Münster ⊙ und Bielefeld ⊙ wurden in diesem Rahmen der Westfälischen Wilhelms-Universität in Münster und der Universität Bielefeld angegliedert.